# Hey! Pikmin
Hey! Pikmin (Hey! ピクミン?, Hey! Pikumin), a volte anche reso graficamente come Hey! PIKMIN, è un videogioco di avventura platforming sviluppato da Arzest e pubblicato da Nintendo per il Nintendo 3DS nel 2017.
È il primo spin-off della serie, nonché il titolo di lancio per il New Nintendo 2DS XL assieme a Miitopia. 

## Trama
Durante un viaggio nello spazio, la Dolphin II, navicella di Capitan Olimar, cade su PNF-404, perché rimasta senza carburante. Per farla ripartire, al capitano serviranno 30,000 Luminum, energia raccolta dai vari tesori che si trovano sul pianeta ostile. Con l'aiuto dei Pikmin, Olimar farà del suo meglio per ritornare a casa.

## Modalità di gioco
Il gioco, completamente in 2D, è strutturato per mondi, divisi ciascuno in cinque livelli, con un boss da affrontare nell'ultimo. Per recuperare i vari tesori, Olimar dovrà richiamare i Pikmin sparsi per il livello (in quanto inizierà sempre senza), e usarli per sconfiggere nemici e superare ostacoli. Se lasciati inoccupati e distanti da Olimar per troppo tempo, i Pikmin moriranno. Più tesori si raccoglieranno, maggiori saranno i potenziamenti sbloccabili per il personaggio giocante.
Scansionando un qualsiasi amiibo, sarà possibile ricevere dei tesori, che aumenteranno il conto del Luminum.
Tornati alla base, sarà possibile accedere al Parco dei Pikmin, luogo in cui si potranno mettere al lavoro i Pikmin raccolti per ottenere passivamente più Luminum. In Hey! Pikmin, sono presenti solo i tipi di Pikmin del terzo gioco della serie.

## Sviluppo
Originariamente rivelato nel Nintendo Direct del 1 settembre 2016 come Pikmin for Nintendo 3DS, si credeva che all'inizio il gioco fosse il titolo della serie principale Pikmin 4, in quanto era stato confermato che fosse vicino al completamento un anno prima.
Sempre su questa falsariga, la rivelazione che fosse stato sviluppato da una casa di produzione esterna a Nintendo è avvenuta quando il titolo ufficiale del gioco è stato rivelato.

## Promozione
La demo del gioco è stata pubblicata il 22 giugno 2017.
Per promuovere il gioco, sono stati rilasciati sul mercato due amiibo, uno raffigurante il capitano e uno i Pikmin. Se scansionati nel gioco, daranno bonus di maggior valore rispetto a quelli delle altre serie.

## Accoglienza
Hey! Pikmin ha un punteggio di 69 su Metacritic, indicante recensioni miste.
Il titolo viene generalmente descritto come molto facile e approcciabile per i nuovi giocatori, mantenendo lo stesso tono della serie secondo Mattia Ravanelli di IGN Italia. Tuttavia, un aspetto grafico poco interessante per recensori come Jon Mundy di Pocket Gamer, e lo stesso gameplay molto semplice secondo Giovanni Calgaro di Everyeye.it, facile per Christian Colli di Multiplayer.it, e lento per Matt Kamer di Wired, penalizzano il gioco.